# Marsopa (S-63)
Pour les articles homonymes, voir Marsopa.
Le Marsopa (numéro de coque S-63) est un sous-marin de classe Daphné, lancé par la marine espagnole en 1974, retiré du service en 2006.

## Historique
Le navire a été commandé à Carthagène, où la quille a été posée le 19 mars 1971. Le navire a été lancé le 15 mars 1974 et mis en service le 12 avril 1975.
Le navire a été retiré du service le 30 juin 2006 après une croisière d’adieu, qui débute le 21 février 2006 de sa base dans l’arsenal de Carthagène. Le Marsopa a fait escale dans six ports : Tarragone, entre le 23 et le 25 février ; Castelló, du 26 à 28 février ; Melilla, du 3 au 5 mars ; Ceuta, du 6 au 8 mars ; Lisbonne, du 10 à 13 mars, et Sóller à Majorque à partir du 18 mars,. Après cette dernière escale, il est revenu à son port d'attache où son voyage s’est terminé le 17 mars. Le Marsopa était alors le dernier sous-marin de classe Daphné de la Marine espagnole. Il a servi plus de trente ans et a parcouru plus de 200 000 milles marins, passant 2 728 jours à la mer et 31 010 heures en immersion,.
Au début, on a pensé l’exposer sur l’une des places de Carthagène, mais finalement la Marine espagnole a décidé sa mise au rebut. En mai 2013, il est vendu aux enchères publiques avec un prix de départ de 68 035 euros. Les enchères sont remportées par la société de recyclage de matériaux de construction Astesa, de Murcie, pour la somme de 90 000 euros. Des entreprises italiennes et turques avaient offert un prix plus élevé, mais elles n’ont pas obtenu la vente parce qu’elles ne répondaient pas aux exigences de la marine,.
Après une évaluation de sa stabilité réalisée par la société COTENAVAL, le Marsopa a été estimé en mesure d’être remorqué de Carthagène jusqu’au port de Vinaròs, afin d’y être mis au rebut.